# Philippe Bertrand
Philippe Bertrand (1663-1724) fue un escultor francés de finales del siglo XVII y principios del siglo XVIII. Recibió encargos para realizar esculturas, tanto para el Castillo de Marly como para el Palacio de Versalles. En noviembre de 1701, se convirtió en un miembro de pleno derecho de la Real Academia de Pintura y Escultura de Francia tras completar un encargo real en 1700, su pequeño bronce El rapto de Helena, una esbelta composición de tres figuras, deudora del Rapto de una mujer Sabina de Juan de Bolonia (Giambologna). Fue conocido por su esculpir figuras fluidas, elegantes, e incluso etéreas, particularmente en sus bronces.
En 1714, cuando se reformó el coro de la catedral de Notre-Dame en estilo Barroco académico por encargo de Luis XIV, en cumplimiento de un voto hecho por Luis XIII, Bertrand fue el encargado de hacer una pequeña alegoría de bronce, entregada como premio de un concurso de poesía, organizado para celebrar la finalización del proyecto por la Academia Francesa, obra que se conserva en la Colección Wallace, en Londres.
Otros dos pequeños bronces realizados por Bertrand se encuentran en la Roya Collection, Psique y Mercurio y Prometeo encadenado; ambos ejemplos paradigmáticos de las adquisiciones de Jorge IV.